# Ognjen Valjić
Ognjen Valjić (Banja Luka, 20 september 1981) is een Bosnisch voormalig voetbalscheidsrechter. Hij was in dienst van FIFA en UEFA tussen 2011 en 2017. Ook leidde hij tot 2017 wedstrijden in de Premijer Liga.
Op 7 juli 2011 maakte Valjić zijn debuut in Europees verband tijdens een wedstrijd tussen FC Milsami en Dinamo Tbilisi in de voorronde van de UEFA Europa League; het eindigde in 1–3 voor de bezoekers en Valjić gaf negen gele kaarten, waarvan twee aan één en dezelfde speler. Zijn eerste interland floot hij op 29 februari 2012, toen Montenegro met 2–1 won van IJsland. Tijdens dit duel gaf Valjić twee gele kaarten.

## Interlands
| Datum            | Plaats                    | Wedstrijd            | Uitslag | Competitie           | Kreeg geel | Kreeg voor de tweede keer geel en dus rood | Weggestuurd |
| ---------------- | ------------------------- | -------------------- | ------- | -------------------- | ---------- | ------------------------------------------ | ----------- |
| 29 februari 2012 | Podgorica, Montenegro     | Montenegro – IJsland | 2 – 1   | Vriendschappelijk    | 2          | 0                                          | 0           |
| 27 mei 2016      | Koprivnica, Kroatië       | Kroatië – Moldavië   | 1 – 0   | Vriendschappelijk    | 3          | 0                                          | 0           |
| 25 maart 2017    | Andorra la Vella, Andorra | Andorra – Faeröer    | 0 – 0   | WK 2018 kwalificatie | 7          | 1                                          | 0           |